# Calintaan
Calintaan là một đô thị hạng 4 ở tỉnh Occidental Mindoro, Philippines. Theo điều tra dân số năm 2000, đô thị này có dân số 23.503 người với tỷ lệ tăng dân số là 1,06%. Tiếng Tagalog là phương ngữ chính được sử dụng ở Calintaan với khoảng 62% dân số, ngôn ngữ thứ hai được sử dụng phổ biến là tiếng Ilocano với tỷ lệ 22% dân số.
Kinh tế địa phương chủ yếu là nông nghiệp với nông sản chính là lúa, ngoài ra còn có ngô, rau, dừa, chuối.

## Các đơn vị hành chính
Calintaan có 7 đơn vị hành chính:
- Concepcion
- Iriron
- Malpalon
- New Dagupan
- Poblacion
- Poypoy
- Tanyag